# Carcinopyga proserpina
Carcinopyga proserpina är en fjärilsart som beskrevs av Otto Staudinger 1887. Carcinopyga proserpina ingår i släktet Carcinopyga och familjen björnspinnare. Inga underarter finns listade i Catalogue of Life.

## Bildgalleri

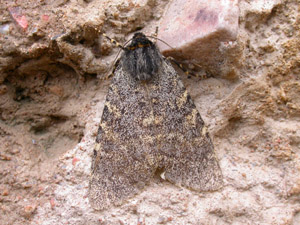